# Hyalascus sagamiensis
Hyalascus sagamiensis är en svampdjursart som beskrevs av Isao Ijima 1896. Hyalascus sagamiensis ingår i släktet Hyalascus och familjen Rossellidae.
Artens utbredningsområde är havet kring Japan. Inga underarter finns listade i Catalogue of Life.